# Alef

Alef

א (Alef, אלף) este prima literă a alfabetului ebraic. Are valoarea numerică 1.
Semnul alef este reprezentarea grafică a unei vite, alef fiind cuvântul semitic pentru "bou", "vită" (în arabă ʾalif, vezi alfabetul arab).
Alef este înrudit cu semnul alfa al scrierii grecești (originea este comună, în alfabetul fenician).

## Exemplu
- אדם Adam "om" (transliterat adm, de la stânga la dreapta), înrudit cu אדמה admah "pământ".

## În matematică
În matematică litera א este folosită pentru numere cardinale infinite introduse de Georg Cantor. Numărul cardinal al mulțimii numerelor naturale N (sau {\displaystyle \mathbb {N} }), precum și al mulțimii numerelor fracționale Q (sau {\displaystyle \mathbb {Q} }), este {\displaystyle \aleph _{0}}, numărul cardinal al mulțimii numerelor reale R (sau {\displaystyle \mathbb {R} }) este {\displaystyle {\mathfrak {c}}=\aleph _{1}} , iar ulterioarele ({\displaystyle \aleph _{2}}, {\displaystyle \aleph _{3}}, ...) pot fi obținute recursiv.